# Conrado Ross

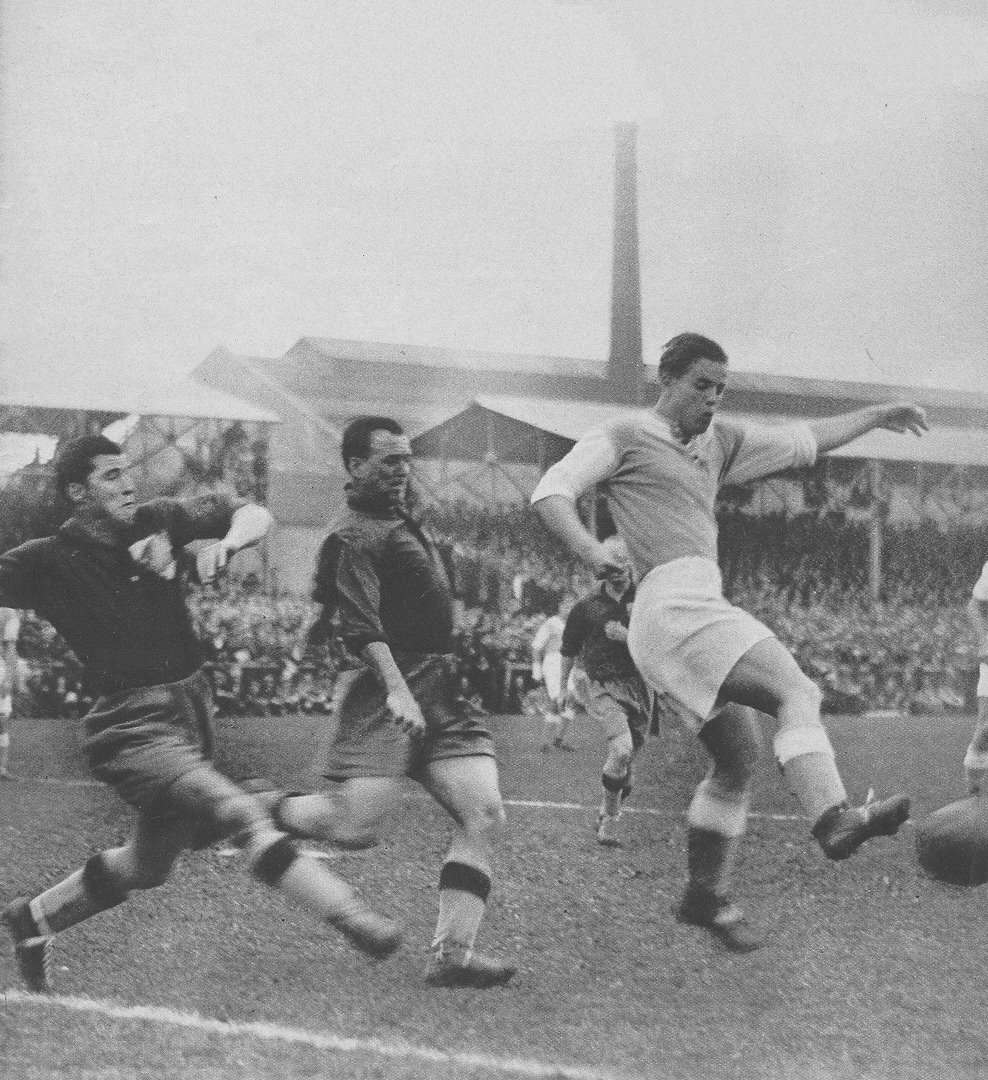
Temporada 1934/35: Sochaux-Strasbourg 2×3 - Albert Gougain, Conrado Ross e Oskar Rohr

Conrado Ross (Montevidéu, 8 de agosto de 1908 - São Paulo, 27 de outubro de 1970) foi um futebolista e treinador uruguaio. Atuou como atacante. Foi o primeiro estrangeiro a jogar na Portuguesa de Desportos, estreando na equipe no ano de 1923, atuando, anos mais tarde, como treinador.

## Carreira

### Como jogador
Ele iniciou a carreira no River Plate, do Uruguai, em 1919. Passou também pelo Esportivo de Bento Gonçalves e pelo Peñarol. Em 1921, jogou no Juventude de Caxias do Sul. Em 1923, transferiu-se para a Portuguesa, onde disputou os Campeonatos Paulistas de 1924 e 1925. Deixou a equipe paulista para atuar na Europa, onde jogou no futebol suíço, vestindo a camisa do Urania, de Genebra.

### Como técnico
Futebol europeu
Iniciou a sua carreira de técnico dirigindo o time suíço do Urânia, onde conquistou a Copa da Suíça de 1929. Na temporada 1934-1935 assumiu o Sochaux e no time francês alcançou o título do Campeonato francês, o primeiro da história do clube. Na temporada 1935-1936 ele foi treinar o CA Paris da segunda divisão. Na temporada 1936-1937 retornou ao Sochaux e foi vice campeão nacional. Em 1937 foi campeão da Copa da França, após vencer o Strasbourg, por 2 a 1. Na temporada 1937-1938 conquistou o segundo título francês pelo Sochaux. A sua última temporada pelo Sochaux foi a de 1938-1939 alcançando o sexto lugar.
Futebol brasileiro
Dirigiu a Portuguesa na década de 40 e foi vice-campeão paulista de 1940.
Após a boa passagem pela Lusa ele foi contratado pelo São Paulo. Ele estreou em 07 de março de 1942, no empate de 3 a 3 contra o Corinthians, pelo Torneio Quinela de Ouro. Depois da terceira posição no Campeonato Paulista de 1942 ele não resistiu aos maus resultados e após a sétima rodada do Paulistão de 1943 ele foi demitido. Após o seu afastamento, o São Paulo conquistaria o título do torneio. No total ele encerrou sua participação pelo tricolor com 49 jogos (27 V, 12 E, 10 D).
Após mais uma passagem pela Portuguesa de Desportos ele chegou ao Palmeiras em 1946. A sua estreia pelo alviverde foi na vitória de 6 a 1, contra o América-RJ, em um amistoso no Pacaembu. A sequencia de maus resultados resultaram na sua saídas após 16 jogos (7 V, 4 E, 5 D).
Ainda treinou as equipes do Guarani, Juventude, Caxias, América-SP, entre outros. De agosto até dezembro de 1958 comandou o Uberaba SC do Minas Gerais onde recebia 15 mil reis mensais.